# Jean-Louis Rosier
Jean-Louis Rosier (Clermont-Ferrand, 14 juni 1925 - aldaar, 1 juli 2011) was een Frans autocoureur. In 1950 won hij, samen met zijn vader Louis Rosier, de 24 uur van Le Mans.

## Carrière
Rosier begon zijn autosportcarrière in 1948. In 1949 debuteerde hij in de 24 uur van Le Mans, waarin hij een Talbot-Lago Spéciale deelde met zijn vader Louis. In 1950 behaalden vader en zoon Rosier de eindzege in de race. Louis reed echter bijna de hele race, Jean-Louis legde slechts twee ronden af terwijl zijn vader zich waste en een banaan at. Tot 1955 nam hij ieder jaar deel aan de race, maar nooit meer met zijn vader. Enkel in 1953 kwam hij nog aan de finish.
Op 1 juli 2011 overleed Rosier op 86-jarige leeftijd nadat hij een beroerte kreeg.